# Die kahle Sängerin

Theaterplakat

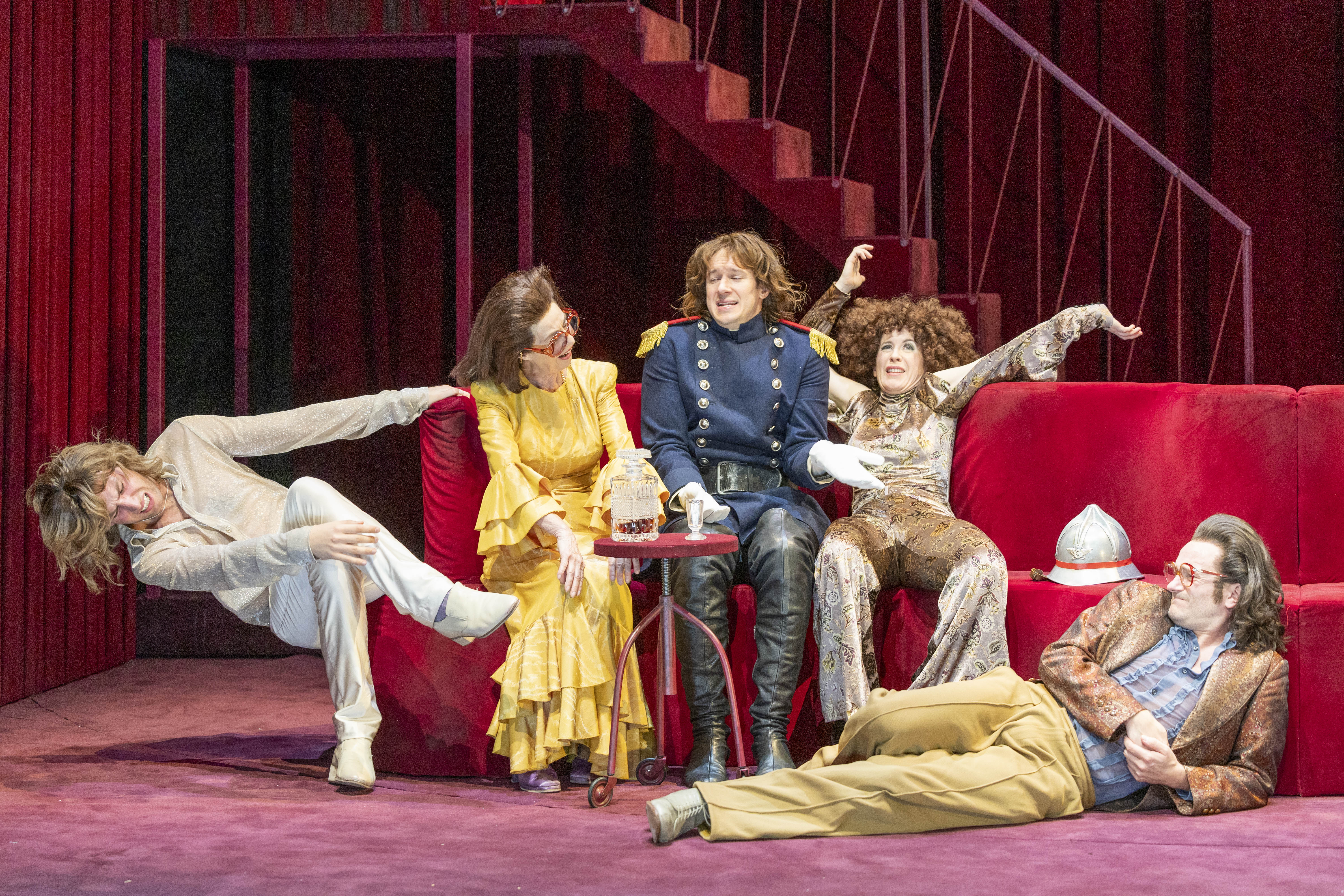
Inszenierung Deutsches Theater Kammerspiele Berlin (2023) Regie Anita Vulesica

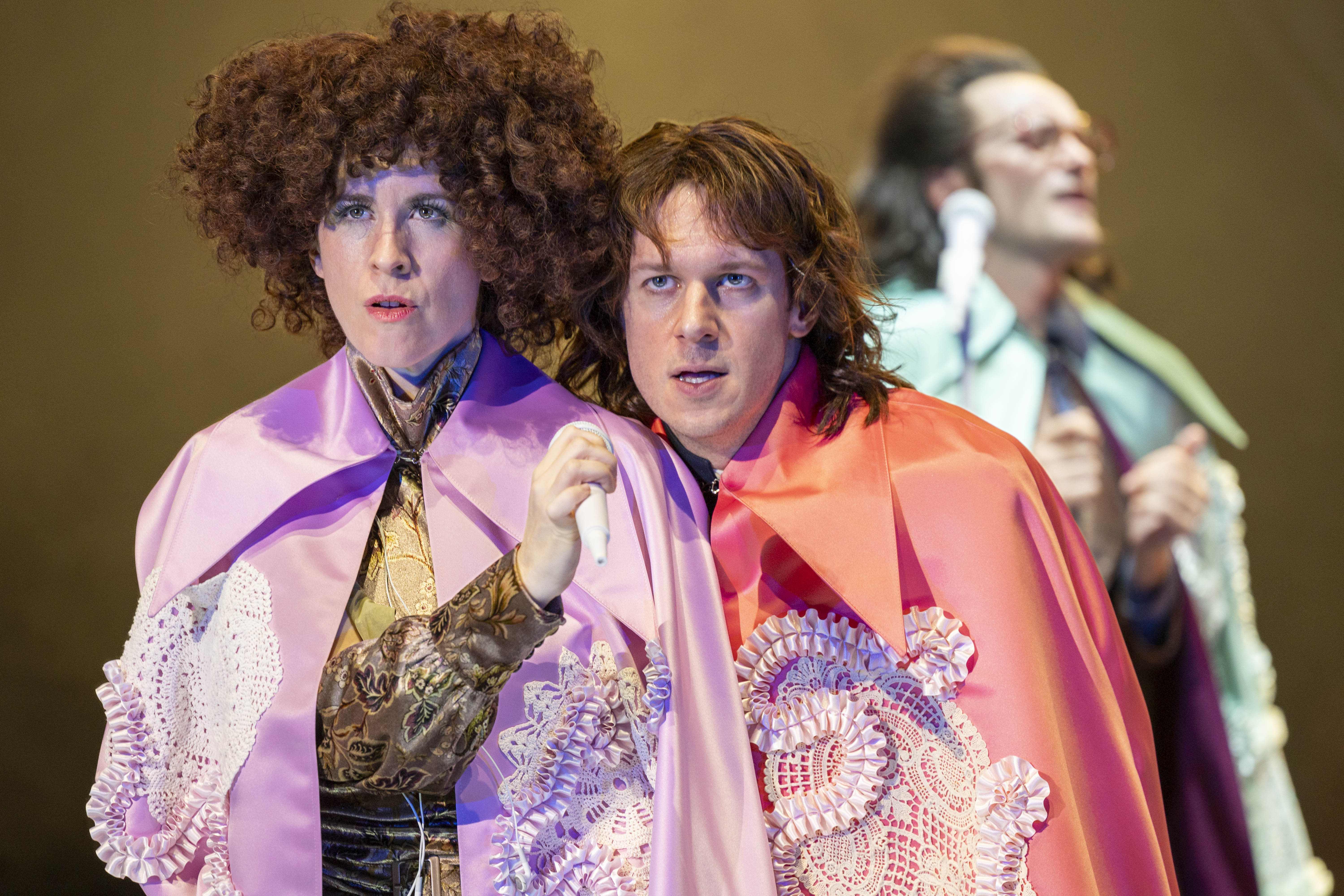
Inszenierung Deutsches Theater Kammerspiele Berlin (2023) Regie Anita Vulesica

Die kahle Sängerin (französischer Originaltitel La Cantatrice chauve) ist ein Theaterstück von Eugène Ionesco. Die Uraufführung fand am 11. Mai 1950 im Théâtre des Noctambules in Paris unter der Regie von Nicolas Bataille statt. Seit 1957 steht es täglich auf dem Spielplan des Théâtre de la Huchette, das Die kahle Sängerin zusammen mit Die Unterrichtsstunde bis heute mehr als 20.000 Mal gezeigt und für seine Doppelvorstellung den Molière Theaterpreis erhalten hat. In seinen verschiedenen Interpretationen gehört das Anti-Stück, so sein Untertitel, in Frankreich damit zu den am häufigsten aufgeführten Beispielen des Absurden Theaters. Auch im deutschen Sprachraum erfreut es sich großer Beliebtheit, besonders – nicht zuletzt seines geringen personellen Aufwands wegen – bei experimentierfreudigen Studenten-, Keller- und Zimmertheatern, die mit kleinen Ensembles auskommen müssen.

## Inhalt

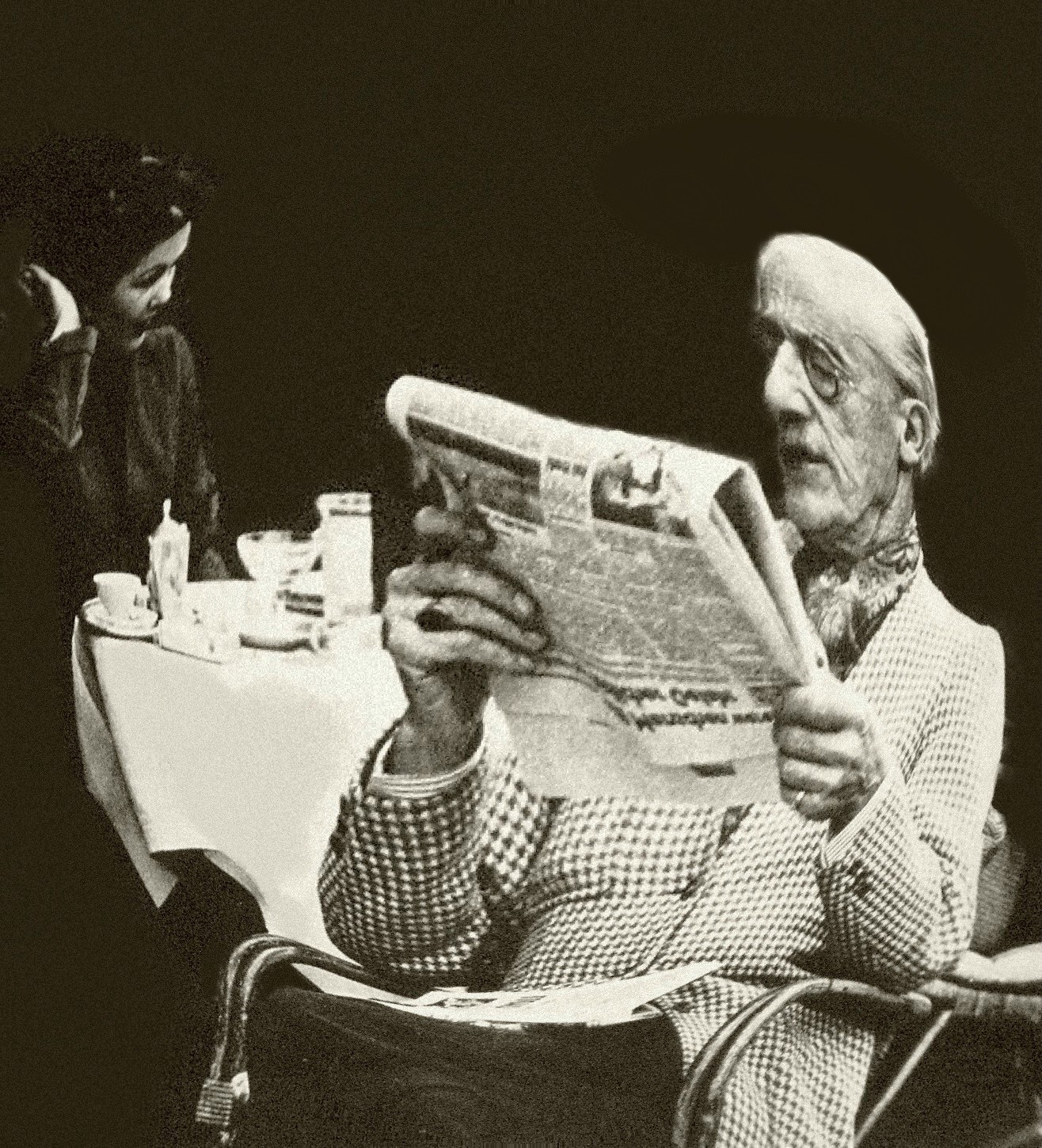
Mr. und Mrs. Smith (Szenenfoto)

(Die Seitenzahlenangaben in den folgenden Abschnitten beziehen sich auf die dtv-Ausgabe.)
Die spärliche Handlung der 11 Szenen des Stückes ist schnell erzählt: In der Nähe von London (30) sitzen Mr. und Mrs. Smith, ein gutbürgerliches britisches Ehepaar, abends am heimischen Kaminfeuer, lesen, schweigen, langweilen sich, versuchen es mit etwas small talk, hänseln und streiten sich um Bagatellen, versöhnen sich wieder. Sie wollen sich gerade ein kleines Nickerchen gönnen, als ihr Dienstmädchen Mary erscheint und zwei Gäste ankündigt, Mr. und Mrs. Martin.

Während die Gastgeber sich schnell umziehen gehen, betreten die Martins den Raum und nehmen schüchtern Platz. Wie zwei Fremde beginnen sie sich gegenseitig zu taxieren und „in einem schleppenden, gleichförmigen Tonfall“ auszufragen: „Sind wir uns nicht schon mal irgendwo begegnet?“ Nach und nach stellen sie immer mehr Gemeinsamkeiten zwischen sich fest, um endlich, genauso monoton und ohne jede Überraschung, zu dem Resümee zu gelangen: „Wir haben uns bereits einmal gesehen, und Sie sind meine eigene Gattin. Elisabeth, ich habe dich wieder! […] Donald, du bist’s Darling!“ Es folgt ein „ausdrucksloser Kuss“ und Mr. Martins Vorschlag: „Vergessen wir alles, Darling, was zwischen uns nicht gewesen ist […] und leben wir wie zuvor.“ (17)

Mr. und Mrs. Smith kehren zurück, „ohne die Kleider gewechselt zu haben“, behaupten jedoch, der Gäste wegen ihre Galakleider angezogen zu haben, und beschweren sich obendrein wütend, dass die Martins sie angeblich vier Stunden lang hätten warten lassen. Es folgt ein verlegenes Schweigen und Hüsteln, dann der zaghafte Versuch, sich gegenseitig von den „Erlebnissen“ des Tages zu berichten: Ein Mann habe sich sein loses Schuhband zugebunden, ein anderer in der U-Bahn Zeitung gelesen. Wie zur Erlösung klingelt es an der Haustür. Mrs. Smith geht und öffnet, doch es ist niemand draußen. Die Prozedur wiederholt sich dreimal. Als es zum vierten Mal läutet und sich Mrs. Smith weigert, geht ihr Mann an die Tür, und siehe da: „Es ist der Feuerwehrhauptmann!“ (20)

Der hat zu wenig zu tun und sucht unbedingt einen Brand, den er löschen könnte. Leider kann ihm die Gesellschaft damit nicht dienen. Zum Trost bittet ihn Mrs. Smith, „doch ein wenig zu bleiben“ und „ein paar Anekdoten zu erzählen“ (25). Der Feuerwehrhauptmann legt sich ins Zeug und serviert drei pointenlose Fabeln: „Der Hund und der Ochse“, „Das junge Kalb“ und, besonders kurz, nämlich nur einen Satz lang, „Der Hahn“. Der Hausherr revanchiert sich mit der nicht minder absurden Geschichte von „der Schlange und dem Fuchs“, worauf Mrs. Martin die einzige Anekdote vorträgt, die sie kennt. Sie trägt den Titel „Der Blumenstrauß“ und handelt von einem Bräutigam, der seiner Braut Blumen schenkt und dann sofort wortlos wieder wegnimmt, „um ihr eine Lehre zu erteilen“ (27).
Der Feuerwehrhauptmann will gehen, wird aber, obwohl er inzwischen alle anödet, genötigt, noch eine letzte Geschichte zu erzählen: „Der Schnupfen“, ein völlig verwirrend kommentierter Familienstammbaum. Bevor er sie zur Klärung noch ein zweites Mal erzählen kann, betritt das Dienstmädchen Mary das Wohnzimmer und maßt sich an, ebenfalls eine Anekdote erzählen zu wollen. Die allgemeine Empörung legt sich erst, als sich Mary plötzlich dem Feuerwehrhauptmann an den Hals wirft und sich herausstellt, dass die beiden einst ineinander verliebt waren. Während Mary ihrer feurigen Jugendliebe zu Ehren ein wahrhaft feuriges Gedicht („Das Feuer“) abfeuert, wird sie unsanft vom Hausherrn „aus dem Zimmer gestoßen“ (31). – Der Feuerwehrhauptmann verabschiedet sich, nicht ohne sich beim Hinausgehen noch nach der „Kahlen Sängerin“ zu erkundigen. Allgemeines betretenes Schweigen. Dann Mrs. Smith: “Sie trägt immer noch die gleiche Frisur!” (32)

In der Schluss-Szene wieder unter sich, beginnen die beiden Ehepaare sich gegenseitig mit isolierten Plattitüden und Nonsense-Sentenzen zu bombardieren, die immer knapper werden und bald nur noch aus Einzelwörtern, ja bloßen Buchstaben bestehen. Plötzlich geht das Licht aus. Als letztes Crescendo schreien alle gemeinsam, in gesteigertem Rhythmus und „in allerhöchster Wut“ (35), siebenmal hintereinander den nichtssagenden Satz: „Es ist nicht dort, es ist da!“ ("C’est pas par là, c’est par ici"). Dann herrscht plötzlich Totenstille. „Die Bühne wird langsam wieder hell. Die Martins sitzen an der gleichen Stelle wie die Smiths zu Beginn des Stückes. Das Ganze fängt von vorne an, die gleichen Sätze werden gesprochen, während der Vorhang fällt.“ (36)

## Deutung

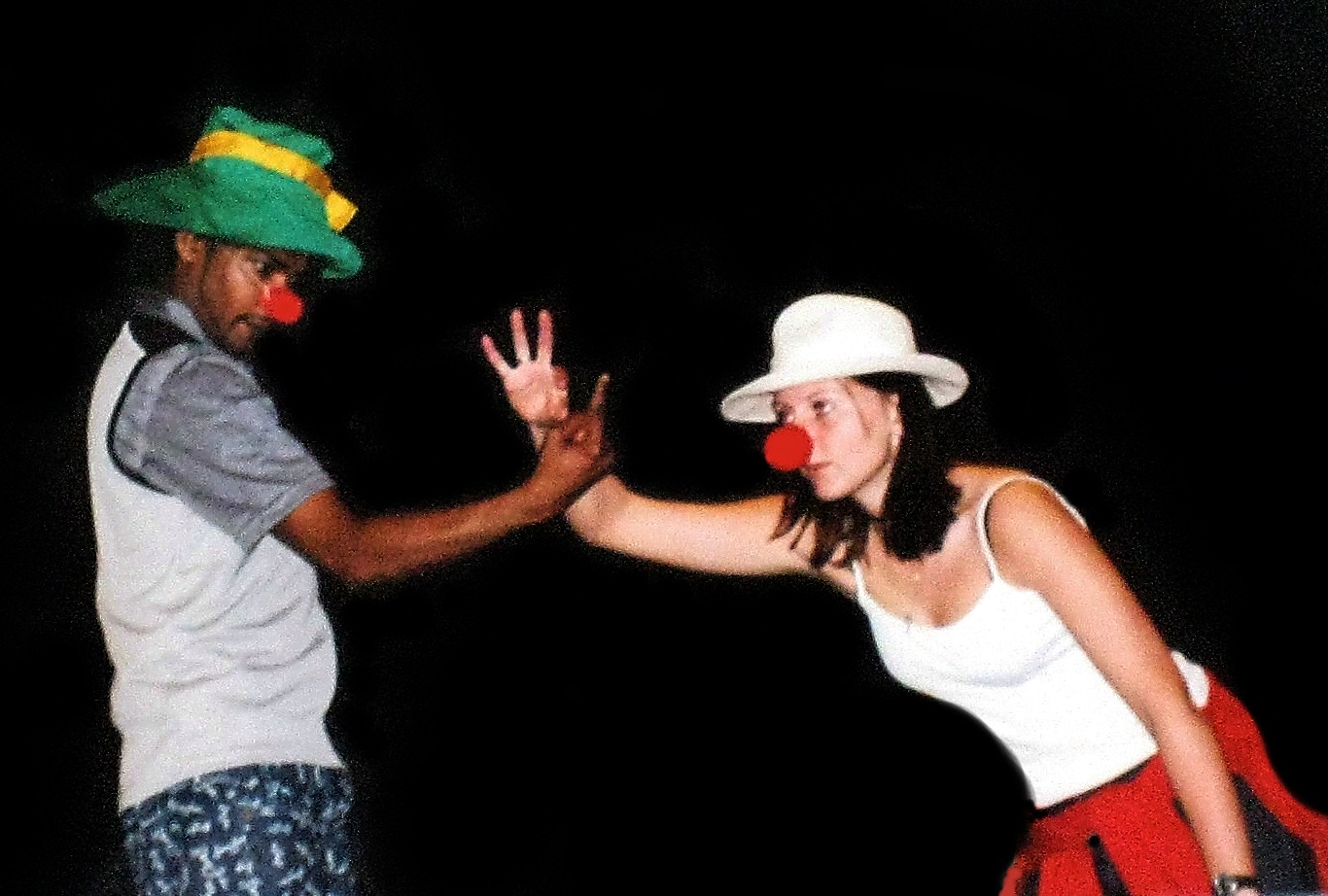
Mr. und Mrs. Smith (Szenenfoto)

Ionesco war sehr erstaunt, dass die Zuschauer über sein Stück lachten. Dabei war es von ihm doch tragisch gemeint, als „la tragédie du langage“. Seine Figuren überdecken mit ihrem Gerede nur die zwischen ihnen herrschende Gedankenlosigkeit und Langeweile. Sie sind Opfer ihrer Sprache, Gefangene im Alltagsgeschwätz, das ihre innere Leere und Einsamkeit dokumentiert und die Banalität und Oberflächlichkeit ihrer Welt offenbart. „Die Smiths, die Martins können nicht mehr miteinander reden, weil sie nicht mehr denken können; sie können nicht mehr denken, weil sie nichts mehr bewegen kann, weil sie keine Leidenschaften mehr empfinden; sie können nicht mehr sein, sie können irgend jemand, irgend etwas werden; da sie ihre eigene Identität verloren haben, sind sie immer nur die anderen […] sie sind vertauschbar.“
Ionesco will kein Mitleid mit diesen Marionetten erwecken. Im Gegenteil, er attackiert ihre mangelnde Individualität, ihren automatenhaften Konformismus, ihre sich hinter leeren Sprachhülsen verschanzende Kleinbürgerlichkeit und führt sie ad absurdum. Was der Zuschauer als das Komische und Surreale an dem Stück empfindet, ist nach Ionesco im Grunde nur das durch nichts mehr verbrämte Reale, die Wirklichkeit der orientierungslosen Nachkriegsgesellschaft. „Die Menschen in Die kahle Sängerin haben keinen Hunger, keine Sehnsucht, deren sie sich bewusst wären; sie langweilen sich zu Tode. Sie fühlen das auch vage, deshalb erfolgt am Ende die Explosion – die aber völlig nutzlos ist, da sowohl die Charaktere als auch die Situationen statisch und vertauschbar sind und da alles dort endet, wo es begann.“ – Der Schluss des Stücks war allerdings ursprünglich ganz anders geplant (s. u. „Entstehungsgeschichte“).

## Entstehungsgeschichte
Die Idee zu dem Stück kam Ionesco, als er Englisch nach der Assimil-Methode lernte, dazu deren bekanntes Lehrbuch L'anglais sans peine („Englisch ohne Mühe“) benutzte und sich über dessen tautologische Dialoge wunderte. Da wurde beispielsweise festgehalten, dass die Woche sieben Tage habe, dass der Fußboden unten, die Decke oben sei. Als die Lektionen anspruchsvoller wurden, tauchte ein Ehepaar auf, Mr. und Mrs. Smith, die sich gegenseitig darüber informierten, wie sie hießen, seit wann sie schon verheiratet waren, wie viele Kinder sie hatten, wo sie wohnten und dass sie ein Dienstmädchen namens Mary besaßen. Später stieß noch ein befreundetes zweites Ehepaar dazu, die Martins, mit denen man seine Erfahrungen austauschen und sich Weisheiten teilen konnte wie: „Auf dem Lande ist es ruhiger als in der Stadt.“
Ionesco übernahm die Namen der Figuren und viele ihrer Gemeinplätze und komponierte daraus ein Theaterstück, das die Klischees allmählich parodistischer werden und bis zum bloßen Gestammel entarten lässt. Zuerst wollte er seinem „Anti-Stück“ den Titel seines Lehrbuchs, L’anglais sans peine, geben, besann sich später jedoch und modifizierte ihn zu L’heure anglaise. Auch der Name Big Ben Follies stand vorübergehend zur Debatte. Als dann aber bei einer der Proben der Darsteller des Feuerwehrhauptmanns seinen Text vergessen hatte und statt institutrice blonde (blonde Dozentin) versehentlich cantatrice chauve (kahle Sängerin) sagte, war der endgültige Titel geboren – nicht obwohl er nur ein Versprecher war und nicht obwohl eine kahle Sängerin bis dahin an keiner Stelle des Stückes erwähnt wurde, sondern gerade weil er nur ein Versprecher war und somit einer der zentralen Intentionen Ionescos entsprach, der Darstellung alltäglicher Missverständnisse und Truismen.
Fast ebenso zufällig wie der Titel entstand auch der Schluss des Stückes. Ursprünglich sollten im Anschluss an den letzten Streit der beiden Ehepaare einige im Zuschauerraum platzierte Statisten mit Buh-Rufen und Protestgebrüll nach dem Theaterdirektor schreien, der dann mit mehreren bewaffneten Polizisten auftauchen würde, die das Publikum unter MG-Beschuss nehmen sollten, während der Direktor und der Polizeichef sich mit Handschlag beglückwünschten. Aber diese Lösung hätte zu viele zusätzliche Schauspieler verlangt und unnötige Mehrkosten verursacht. So schlug Ionesco eine billigere Version vor: Das Hausmädchen Mary sollte, sobald der Streit seinen Höhepunkt erreicht hatte, den Autor ankündigen, bei dessen Erscheinen die Schauspieler respektvoll zur Seite treten und klatschen sollten. Plötzlich würde dann der Autor an die Rampe treten und unvermittelt damit beginnen, das Publikum in groben Tönen zu beschimpfen. Wie Ionesco berichtet, wurde ein solcher Schluss jedoch als „zu polemisch“ verworfen. Endlich beschloss man daher, auf einen Schluss ganz zu verzichten und am Ende wieder mit dem Anfang zu beginnen.

### Textausgaben
- Die kahle Sängerin. La Cantatrice Chauve. Anti-Stück. Übersetzt von Serge Stauffer. In: Eugène Ionesco: Absurdes Theater. Stücke von Ionesco, Arrabal, Tardieu, Ghelderode, Audiberti. Deutscher Taschenbuchverlag dtv, München 1985, ISBN 3-423-01626-4, S. 5–36 (Erstausgabe 1966).
- Théatre I: La Cantatrice chauve, La Lecon, Jacques ou la soumission, Les Chaises, Victimes du devoir, Amédée. Gallimard, Paris 1954.
- Theaterstücke: Die kahle Sängerin, Die Unterrichtsstunde, Jakob oder Der Gehorsam, Die Stühle, Opfer der Pflicht, Amédée oder Wie wird man ihn los. Übersetzt von Jacqueline und Ulrich Seelmann-Eggebert. Luchterhand, Neuwied 1959.
- Opfer der Pflicht. Ein Pseudodrama & Die kahle Sängerin. Ein Antistück. Fischer, Frankfurt 1961.
- Die kahle Sängerin. Anti-Stück. Übersetzt von Serge Stauffer. Reclam, Ditzingen 1987, ISBN 3-15-008370-2.

### Sekundärliteratur
- Martin Esslin: Eugène Ionesco: Theater und Antitheater. In: Martin Esslin: Das Theater des Absurden (= Rowohlts deutsche Enzyklopädie; 234/236). Übersetzt aus dem Englischen von Marianne Falk. Rowohlt, Reinbek 1965, DNB 451175565, S. 97–158.
- Klaus Bahners: Erläuterungen zu Eugène Ionesco, Die kahle Sängerin, Die Unterrichtsstunde, Die Nashörner (= Königs Erläuterungen und Materialien; Band 392). C. Bange, Hollfeld 1998, ISBN 3-8044-1643-8.